# Giovanni Gozzi
Giovanni Gozzi (19. října 1902 Miláno, Itálie – 11. srpna 1976 Arma di Taggia, Itálie) byl italský zápasník, specialista na zápas řecko-římský.
V letech 1924 až 1932 třikrát startoval na olympijských hrách, kde v roce 1932 vybojoval zlatou medaili v kategorii do 61 kg a v roce 1928 bronzovou v kategorii do 58 kg. V roce 1927 vybojoval titul mistra Evropy, v roce 1925 stříbrnou a v roce 1934 bronzovou medaili.